# Famille Langrand-Dumonceau
Cette page explique l’histoire ou répertorie les différents membres de la famille Langrand-Dumonceau.
La famille Langrand-Dumonceau est une famille de banquiers belge, célèbre pour sa volonté de création d'une puissance financière catholique et pour avoir provoqué l'un des plus grands scandales financiers de Belgique,.
À cette famille appartiennent:
- Comte (romain) André Langrand-Dumonceau (1826 - 1900), financier
- Jean-Baptiste Langrand (1817 - 1864), son frère aîné, financier et directeur de la société d'assurances La Concorde
- Jean-Anatole Langrand (1849 - 1907), artiste peintre, fils du comte André Langrand-Dumonceau

## Histoire

### Les origines
De condition modeste, la famille s'implante au début du XIXe siècle près de Bruxelles. Pierre-Joseph Langrand est un enfant trouvé, ce qui permettra plus tard aux descendants d'entretenir le doute sur les origines supposées de leur lignée. Il épouse Jeanne-Thérèse Van Den Plas à Vossem, qui lui donnera neuf enfants. Il est cabaretier et tisserand. Ses deux enfants André et Jean-Baptiste jouissent d'une bonne instruction et s'engagent dans la vie Bruxelloise.
Son fils, André Langrand, né à Vossem le 5 décembre 1826, épouse en 1847 Rosalie Dumonceau, et associe son patronyme au sien. Ils ont quatre fils : Édouard, meurt en 1869 à peine âgé de seize ans, Frantz, Charles (1852-1942) ingénieur, qui participera à la construction des Chemins de fer au Mexique avant de revenir en Italie où il se consacre à la musique, et Jean-Anatole, peintre installé en Normandie.

### Ascension familiale
Après un court passage en Afrique dans la Légion étrangère, André entre avec l'appui de son frère dans la compagnie d'assurance La Concorde, dont il devient assez vite codirecteur pour la Belgique. La fratrie commence ainsi à développer son réseau d'influence.
Après avoir créé avec ses associés diverses sociétés, il fonde une douzaine de compagnies d'assurances dont en particulier La Royale belge (Bruxelles, 1852), la Nederland (Amsterdam, 1858) et l'Anker (Vienne, 1858). Il place des membres de sa famille dans les différentes filiales qu'il possède, et se constitue petit à petit un véritable empire financier. Son secrétaire particulier, Jean-Baptiste Van den Plas, qui est aussi son cousin, est le père de Louise Van den Plas, fondatrice du premier mouvement féministe catholique de Belgique.
Il monte un réseau d'affaires un peu partout en Europe, avec la ferme volonté de "christianiser les capitaux".
En 1868, il obtient la concession des chemins de fer Ottomans et Karscau-Ordeberg. 
À partir de 1869, plusieurs de ses sociétés sont mises en faillite et il va s'ensuivre 10 années de procès.

### Création d'une banque catholique
Profitant de l'appui du Vatican et s'associant à des noms et titres prestigieux, la famille Langrand-Dumonceau est en 1865 à la tête d'une douzaine de banques et de caisses hypothécaires en Belgique, Autriche, Hollande, Angleterre.
Il s’appuie sur le soutien de personnalités politiques, financières et catholiques en vue : le gouverneur du Limbourg et ancien premier ministre Pierre De Decker, la famille Thurn und Taxis, le comte Doernberg-Herzberg, le baron de Grüben, et de nombreux autres.

### Scandale financier
Léopold II  rend le Gouvernement d'Anethan responsable de l'affaire et révoque le baron Jules d'Anethan. 